# 告缗
告緡，是中國西漢漢武帝發起的一次打擊偷稅的行動。
西漢初年，漢高祖采取抑商政策，對大商人征收重額的算緡，即財產稅。漢惠帝和呂后當政時一度廢棄，漢武帝即位後，由於展開大規模的軍事行動，國家財政出現困難，於是在張湯、桑弘羊等人的推動下，決意恢覆算緡制度。
元光六年（前129年），漢武帝下令“初算商車”，對商人所擁有的交通工具征稅。元狩四年（前119年），又下詔“初算緡錢”，對商人財產進行征稅。對於這一重稅，商人大都採取不合作態度，設法瞞報財產。於是，元鼎三年（前114年），漢武帝下令告緡，發動天下平民告發偷稅者，獎勵額甚至達到偷保稅額的一半。楊可主管告緡，其行動遍及天下，史載該次行動“得民財物以億計，奴婢以千萬數”，告緡行動還沒收了大量的私有土地，大縣數百頃，小縣百餘頃。中等以上的商人大都因此破產。元封元年（前110年）之後，漢武帝逐漸停止了告緡行動。
告緡行動屬於抑商政策，一度為西漢政府增加了大量的收入，從而加固了中央政府的集權地位。但是也嚴重地打擊了商人勢力，阻礙了漢朝商品經濟的發展。